# Roland Allen
Roland Allen (ur. 1869 zm. 1947), anglikański misjonarz pracujący między innymi w Chinach, a także na obszarze dzisiejszej Kenii.
Jako naukowiec koncentrował się na teorii działalności misyjnej. W swoich pismach twierdził, że w Nowym Testamencie znajdują się wskazówki misjonarskie o nieprzemijającej aktualności. Za główny cel działalności misjonarzy uznawał założenie potrafiących się samodzielnie utrzymać Kościołów lokalnych. Przypisywał ogromne znaczenie szkolnictwu. Za główną siłę napędową chrześcijaństwa na obszarach ewangelizowanych uznawał miejscowych konwertytów.

## Publikacje
- The Siege of the Peking Legations (1901)
- Missionary Methods (1956)
- Educational Principles and Missionary Methods (1919)
- Voluntary Clergy (1923)